# Gothelo I di Lorena
Gothelo I di Lotaringia o Gozelo o Gozzelone detto il Grande (967 circa – 19 aprile 1044), fu margravio di Anversa dal 1008 Duca della Bassa Lorena (Lotaringia) dal 1023 e duca dell'Alta Lorena (Lotaringia) dal 1033, sino alla sua morte. Fu inoltre conte di Verdun, dal 1023 al 1025 e conte di Zutphen dal 1042 alla morte.

## Origine
Secondo le Gesta Episcoporum Virdunensium, continuatio e anche secondo la Chronica Albrici Monachi Trium Fontium era il figlio quintogenito del conte di Bidgau e Methingau, conte di Verdun e conte di Hainaut, Goffredo I e di Matilde di Sassonia, che, secondo l'Annalista Saxo, era la figlia femmina primogenita di Ermanno Billung, duca di Sassonia, e di Hildegard di Westerburg.
Come ci viene confermato dal documento nº 212 del Mittelrheinisches Urkundenbuch, I, Goffredo I di Verdun era figlio del Conte di Bidgau e Methingau, Gozlin, e di Uda, figlia del conte Gerardo, nipote di Adalardo il Siniscalco, e della moglie (di cui era il secondo marito), Oda di Sassonia; Goffredo I di Verdun, inoltre era fratello del vescovo di Reims, Adalberone di Reims, ed era anche nipote del vescovo di Metz, sempre di nome Adalberone e di Federico I duca dell'Alta Lorena, a sua volta, padre di un vescovo di Verdun e di Metz, ancora di nome, Adalberone.

## Biografia
Nel 963, quando i suoi genitori si erano sposati, sua madre, Matilde, era vedova di Baldovino III, conte di Fiandra e d' Artois, come ci viene confermato dal Sigeberti Auctarium Affligemense, a cui aveva dato un figlio, Arnolfo, come ci conferma la Genealogica ex Stirpe Sancti Arnulfi descendentium Mettensis e anche l'Annalista Saxo.
Egli, nel 1008, fu designato dal re di Germania, Enrico II, margravio di Anversa, come ci viene confermato dal documento nº 186 dei Heinrici II Diplomata, datato 12 settembre 1008.
Secondo lo storico belga Léon Vanderkindere, Gozzelone viene citato in un documento del 1023, assieme al fratello, Goffredo II, che, secondo le Gesta Episcoporum Cameracensium liber III, nel 1012, anche lui designato dal re di Germania, Enrico II, era succeduto, come duca della Bassa Lorena, al carolingio, Ottone, che era privo di discendenza maschile; in quel periodo Gozzelone, Margravio di Anversa, ed il fratello, Ermanno, Conte di Eename (poi Brabante) aiutarono Goffredo che dovette combattere con numerosi avversari pretendenti al suo ducato: il conte di Lovanio, Lamberto I, marito della sorella di Ottone, Gerberga, in quello stesso anno, aveva avanzato delle pretese sul ducato, e poi anche il Conte di Hainaut, Reginardo V di Mons, che, nel 1015, aveva sposato la nipote di Goffredo e Gozzelone, Matilde di Verdun (figlia di Ermanno conte di Eename).
Egli, con il supporto dell'imperatore Enrico II il Santo, succedette al fratello, Goffredo II nel 1023, dopo che quest'ultimo (Godefridus dux), secondo gli Annales Blandinienses era morto il 24 gennaio (9 Kal Febr.).
Si oppose al nuovo re di Germania, Corrado II il Salico, poi, però, assieme al Duca dell'Alta Lorena (Lotaringia), Federico III, ad Aquisgrana, fece atto di sottomissione a Corrado il giorno di Natale del 1025.
Quando la Casa di Bar, che governava l'Alta Lorena, si estinse nel 1033, con la morte del cugino di Gothelo, Federico III, Corrado II lo nominò anche duca dell'Alta Lorena, in modo da poter far difendere i territori di frontiera, quali erano la Lorena, da un feudatario molto potente.
La minaccia più grande per la Lorena era rappresentata da Oddone II, Conte di Blois, Meaux, Chartres e Troyes (domini che formeranno poi la provincia dello Champagne), che era stato in competizione con Corrado II, per regno di Arles (o regno di Borgogna). Oddone aveva già fatto due incursioni in Lorena, ma alla terza, Oddone, nella Battaglia di Bar, del 15 novembre 1037, non solo fu sconfitto da Gozzelone, rinunciando così al tentativo di creare uno stato indipendente tra Francia e Germania, ma, in battaglia perse la vita.
Alla morte di Corrado II, nel 1039, Gozzelone, duca di Lorena rese omaggio al nuovo re di Germania e futuro Imperatore del Sacro Romano Impero, Enrico III.
Verso il 1040, associò il figlio primogenito, Goffredo, nella conduzione del governo dell'Alta Lorena, ed infatti assieme a Goffredo e ad altri duchi e vescovi, partecipò ad Aquisgrana, nel giugno del 1041, alla riunione con la quale Enrico III preparò l'invasione della Boemia, che effettuò in Agosto.
Gozzelone morì nell'aprile del 1044, dopo essere stato sempre fedele ad Enrico III ed avergli prestato servizi incomoarabili, tanto che due anni dopo la sua morte lo citò nel documento nº 152 dei Heinrici III Diplomata, datato 22 maggio 1046, in cui l'imperatore, Enrico III, lo ricordava come il nostro duca Gozzelone (post obitum Gozlini ducis nostre); secondo il Die Totenbücher von Merseburg, Magdeburg und Lüneburg (Hannover), Lüneburg (non consultato) morì il 19 aprile e venne sepolto nella chiesa dell'abbazia di Munsterbilzen; anche il Bernoldi Chronicon conferma la morte di Gozzelone I nel 1044.
Dopo la morte di Gozzelone I, il ducato di Alta Lorena fu appannaggio del figlio primogenito, Goffredo III, che già la governava e si aspettava di ricevere anche il ducato di Bassa Lorena; Enrico III, però riteneva che i due ducati dovessero essere governati separatamente ed approfittò dell'occasione per dividerli nuovamente; l'Imperatore Enrico III si rifiutò di concedere il ducato della Bassa Lorena a Goffredo, concedendolo invece ad un altro figlio di Gozzelone, il maschio secondogenito, Gothelo o Gozzelone II, detto il Codardo.

## Discendenza
Di Gozzelone non si conoscono né il nome né gli ascendenti della moglie, da cui ebbe sei figli: 
- Goffredo[9] ( † 1069), prima duca di Alta Lorena e poi duca di Bassa Lorena
- Gothelo o Gozzelone[26] ( † 1046), duca della Bassa Lorena
- Federico ( † 1058), divenne papa col nome di Stefano IX, come ci viene confermato dal Chronicon Hugonis, monachi Virdunensis et divionensis abbatis Flaviniacensis II[27]
- Regelinda[9] ( † 1067), sposò Alberto II, Conte di Namur
- Oda di Verdun[9] ( † dopo il 1042), che sposò Lamberto II, Conte di Lovanio
- Matilda ( † 1060), che sposò Enrico I, Conte Palatino di Lotaringia, come ci viene confermato dal Monumenta Epternacensia[28].

## Ascendenza
|                         |         |                      | Genitori             |  |  | Nonni |  |  | Bisnonni           |  |  | Trisnonni |  |
|                         |         |                      |                      |  |  |       |  |  | Vigerico di Bidgau |  |  | …         |  |
|                         |         |                      |                      |  |  |       |  |  | Vigerico di Bidgau |  |  | …         |  |
|                         |         | …                    |                      |  |  |       |  |  | Vigerico di Bidgau |  |  |           |  |
| Gozlin                  |         |                      |                      |  |  |       |  |  | Vigerico di Bidgau |  |  |           |  |
|                         |         | Cunigonda            | …                    |  |  |       |  |  |                    |  |  |           |  |
|                         |         | Cunigonda            | …                    |  |  |       |  |  |                    |  |  |           |  |
|                         |         | Cunigonda            | Ermentrude           |  |  |       |  |  |                    |  |  |           |  |
| Goffredo I di Verdun    |         | Cunigonda            |                      |  |  |       |  |  |                    |  |  |           |  |
|                         |         | Gerardo I di Metz    | Adalardo II di Metz  |  |  |       |  |  |                    |  |  |           |  |
|                         |         | Gerardo I di Metz    | Adalardo II di Metz  |  |  |       |  |  |                    |  |  |           |  |
|                         |         | Gerardo I di Metz    | …                    |  |  |       |  |  |                    |  |  |           |  |
| Oda di Metz             |         | Gerardo I di Metz    |                      |  |  |       |  |  |                    |  |  |           |  |
|                         |         | Oda di Sassonia      | Ottone I di Sassonia |  |  |       |  |  |                    |  |  |           |  |
|                         |         | Oda di Sassonia      | Ottone I di Sassonia |  |  |       |  |  |                    |  |  |           |  |
|                         |         | Oda di Sassonia      | Edvige di Babenberg  |  |  |       |  |  |                    |  |  |           |  |
| Gothelo I di Lorena     |         | Oda di Sassonia      |                      |  |  |       |  |  |                    |  |  |           |  |
|                         | Billung | …                    |                      |  |  |       |  |  |                    |  |  |           |  |
|                         | Billung | …                    |                      |  |  |       |  |  |                    |  |  |           |  |
|                         | Billung | …                    |                      |  |  |       |  |  |                    |  |  |           |  |
| Ermanno di Sassonia     | Billung |                      |                      |  |  |       |  |  |                    |  |  |           |  |
|                         |         | Ermengarda di Nantes | …                    |  |  |       |  |  |                    |  |  |           |  |
|                         |         | Ermengarda di Nantes | …                    |  |  |       |  |  |                    |  |  |           |  |
|                         |         | Ermengarda di Nantes | …                    |  |  |       |  |  |                    |  |  |           |  |
| Matilde di Sassonia     |         | Ermengarda di Nantes |                      |  |  |       |  |  |                    |  |  |           |  |
|                         |         | …                    | …                    |  |  |       |  |  |                    |  |  |           |  |
|                         |         | …                    | …                    |  |  |       |  |  |                    |  |  |           |  |
|                         |         | …                    | …                    |  |  |       |  |  |                    |  |  |           |  |
| Ildegarda di Westerburg |         | …                    |                      |  |  |       |  |  |                    |  |  |           |  |
|                         |         | …                    | …                    |  |  |       |  |  |                    |  |  |           |  |
|                         |         | …                    | …                    |  |  |       |  |  |                    |  |  |           |  |
|                         |         | …                    | …                    |  |  |       |  |  |                    |  |  |           |  |
|                         |         | …                    |                      |  |  |       |  |  |                    |  |  |           |  |

### Fonti primarie
- (LA)  Monumenta Germaniae Historica, Scriptores, tomus primus.
- (LA)  Monumenta Germaniae Historica, Scriptores, tomus V.
- (LA)  Monumenta Germaniae Historica, Scriptores, tomus VI.
- (LA)  Monumenta Germaniae Historica, Scriptores, tomus VII.
- (LA)  Monumenta Germaniae Historica, Scriptores, tomus VIII.
- (LA)  Monumenta Germaniae Historica, Scriptores, tomus XXIII.
- (LA)  Monumenta Germaniae Historica, Scriptores, tomus XXV.
- (LA)  Monumenta Germaniae Historica, Diplomatum Regum et Imperatorum Germaniae, tomus III, Heinrici II et Arduini Diplomata.
- (LA)  Monumenta Germaniae Historica, Diplomatum Regum et Imperatorum Germaniae, tomus V, Heinrici III Diplomata.
- (LA)  Mittelrheinisches Urkundenbuch, I.

### Letteratura storiografica
- Edwin H. Holthouse, L'imperatore Enrico II, in «Storia del mondo medievale», vol. IV, 1999, pp. 126–169
- Austin Lane Poole, L'imperatore Corrado II, in «Storia del mondo medievale», vol. IV, 1999, pp. 170–192
- Caroline M. Ryley, L'imperatore Enrico III, in «Storia del mondo medievale», vol. IV, 1999, pp. 193–236
- (FR) Léon Vanderkindere, La formation territoriale des principautés belges au Moyen Âge (PDF), H. Lamertin, 1981  [1902].
- (FR) Léon Vanderkindere, La formation territoriale des principautés belges au Moyen Âge (PDF), H. Lamertin, 1981  [1902].